# Robert Innes
Pour les articles homonymes, voir Innes.
Robert Thorburn Ayton Innes (10 novembre 1861 – 13 mars 1933) était un astronome écossais-sud-africain surtout célèbre pour la découverte de Proxima Centauri en 1915, ainsi que de nombreuses étoiles binaires. Il fut également le premier astronome à avoir observé la Grande comète de janvier 1910, le 12 janvier.

Il fut le directeur fondateur d'une station météorologique à Johannesbourg, qui fut transformée en observatoire astronomique et rebaptisée observatoire de l'Union.

## Distinctions honorifiques
Les objets suivants ont été nommés en son honneur :
- le cratère Innes sur la Lune ;
- l'astéroïde (1658) Innes.

## Découvertes
- IC 4490 (1897)
- Proxima Centauri (1915)